# Месаорія
Месаорія (грец. Μεσαορία, тур. Mesarya) — широка рівнина, яка знаходиться в північній частині острова Кіпр.

## Географія
Месаорією називають широку рівнину, яка простягається від затоки Фамагуста на сході до затоки Морфу на заході. Довжина рівнини становить 96 км, а ширина коливається від 16 до 32 км.
Цю рівнину перетинають багато річок та інших водотоків, але жодна з них не має води цілий рік. Водотоки що протікають низовиною — це просто зимові потоки, які спускаються з південного хребта гір і ледь-ледь досягають моря. Педіас (Pediaeus) і лаліас (Яліас, Ідаліас) втрачають більшу частину своїх паводкових вод у болотах біля Саламіну, неподалік затоки Фамагусти. Педіас бере початок біля Махайри і проходить неподалік Нікосії. Лаліас піднімається дуже близько від джерела Педій, проходить через Нісу, Далі (стародавній Ідаліон) і Піро і перетинає Месаорію в напрямку, більш-менш паралельному Педіасу. Меншим, але більш постійнійним потоком є Карес (Кларіос), який тече зі схилів Троодоса в затоку Морфу.
Месаорійська рівнина омивається зі сходу і заходу Середземним морем, на півдні обмежена горами Троодос, а на півночі — горами Кіренія (Пентадактілос). Площа рівнини становить близько 1000 км² (390 mi²). Максимальна висота становить 325 м (1066 футів) над рівнем моря. Середня висота коливається в межах 100 м (330 футів).
Рівнина має алювіальне походження. Багаторічні дощі і повені принесли з гір величезну кількість розчинених водою гірських порід, які були відкладені в річкових долинах. Далі завдяки людській діяльності низькі ділянки рівнини були засипані і вирівняні. Це призвело до загального підняття поверхні суші і, до речі, до природного відновлення багатьох акрів землі в нижніх частинах Месаорії, які колись були рукавами моря.
Слово «Месаорія» (іноді пишеться «Месарія») грецькою означає «між горами». Здебільшого Месаорія являє собою рівнину, голу рівнину, з невеликою кількістю дерев, за винятком тих, які посаджені як вітрозахисні смуги. Це сільськогосподарський центр Кіпру, але він повністю залежить від зимових опадів і зрошення водою оброблюваних земель. Це також найбільш заселений регіон на острові, який містить десятки сіл і багато найбільших міст, включаючи столицю Нікосію.
Через вирубку лісів велика частина Месаорії вкрита «Кафкаллою», що є місцевим терміном, що позначає карбонат кальцію, ущільнений твердий шар грунту. Рослини, які добре ростуть на цих грунтах швидко з'їдаються пасовищними тваринами, що значно посилює ерозію ґрунту.
Клімат на рівнині субтропічний напівпосушливий. Літо дуже спекотливе. Температури 40 °C є звичними. Опадів на рівнині випадає значно менше, ніж у горах, але в останні роки для уловлювання гірського стоку було побудовано ряд дамб і зрошувальних систем.

## Історія
Двадцять мільйонів років тому Кіпр був фактично двома островами, які були попередниками гірських хребтів Кіренія і Троодос. Приблизно мільйон років тому виникла рівнина Месаорія, в результаті чого утворився нинішній острів Кіпр. У різні геологічні періоди води Середземного моря то затоплювали і оголювали рівнину; у сучасному вигляді стані острів перебуває з кінця плейстоцену.
На рівнині Месаорія є докази людської діяльності що датуються ще неолітом. У давнії часи весь центр острова був покритий густими лісами. Більшість із них були вирубані в середині 1 століття до нашої ери, щоб забезпечити лісом флот Птолемеїв. Крім того деревина використовувалася як паливо для виплавки міді. Однак ще наприкінці XVI століття на рівнині ще залишалися значні насадження. Сьогодні єдині лісові ділянки, що залишилися, знаходяться в навколишніх горах, зокрема на хребті Троодос.
Як свідчить папський документ 1196 року в східному регіоні Месаорії знаходилась достатньо густа мережа сіл. Тобто рівнина була головним сільськогосподарським регіоном острова.
Через всю рівнину проходить залізнична колія від Фамагусти до Нікосії (36 миль), а потім до Каравостасі, що знаходиться на затоці Морфу (ще 34 милі). Роботи були розпочаті в 1904 році, а до столиці Нікосії залізниця була проведена 21 жовтня 1905 року Лінія була закрита в 1951 році.